# LAMTOR1
فعال کننده MTOR و MAPK، تعدیل‌کننده لیزوزوم/اندوزومی دیررس (انگلیسی: Late endosomal/lysosomal adaptor, mapk and mtor activator 1) یک پروتئین است که در انسان توسط ژن «LAMTOR1» کُدگذاری می‌شود.